# パチャテシテ市特別プロジェクト
パチャクテクは正式名称がパチャテシテ市特別プロジェクトで、カヤオ州北西部のウィンドウ地区に位置している。

## 歴史
COFOPRIを通じて、その時の国の政府は介入することに決めた。したがって、2000年2月3日から6日にかけて、7つ以上の家族がベンチャニック地区の特別プロジェクトPachacútec市に移転された。これは以前10組の選択肢の中から選択された区域であり、残りは個人的所有土地。これらの出来事は、前述のCOFOPRI以外の機関をリマ・カヤオ開発公社（CORDELICA）と大統領府の解体された公的機関に委託して、政府の急いでいる介入を動機付けた、国家食糧援助プログラム（PRONAA）、セダパル、警察、陸軍、海軍などが含まれる。すべてが待たれていた基本サービスがすぐに来ると思われたが、2000年の中頃まで提供された支援は、公共清掃、寄付、ビン、毛布、PRONAAの食糧支援、水の飲料によるSEDAPAL支援COFOPRIは移転に介入し、5つの部門に分配し、2月の同じ月に第1回国勢調査を実施した。このPachacútecの移転は、2000年2月13日の最高令第007-2000-MTCによって制定されたディフェンスタッド・ファミリー・ロット・プログラム（PROFAM）の創設のための主要な出発点である。最初の1年は、各分野を担当する一過性の指令とリンゴの代表者（20名）は、最初の祝福が行われたのと同じように、最初の輸送会社が現れ（41,87、BC、R1）、最初の道路と土器が建設されるCORDELICAのサポートを受けたスポーツ。 2000年半ば、PROFAMは2番目の登録、教育および健康モジュール、市場、牛乳、ワワワイ、緊急スープキッチンの委員会を作成した。この2回目の列挙の後、中央政府は支援を中止し、所有者間で紛争を起こし、ロットの交通を開始する。中央政府の撤退は、2000年11月11日に紛争の問題と同様に基本サービスを要求する最初の行進を促し、国家警察との調整で市民安全委員会が宣誓される。今年、カトリック教会につながるNGO Coprodeliが現れる。カトリック教会は、州の支援を得て3つのセクターに3つの教育センターを設置している。